# Vedran Božić
Vedran Petar Božić, hrvaški kitarist, * 21. maj 1947, Zadar, SFR Jugoslavija.
Božić je eden izmed najbolj cenjenih kitaristov na prostoru nekdanje Jugoslavije, večkrat pa je bil imenovan za najboljšega hrvaškega kitarista. Sodeloval je pri številnih glasbenih skupinah kot so Time, Parni valjak, Telephone Blues Band, ... Kot studijski glasbenik je sodeloval na več kot 300 albumih.
V svoji več kot tridesetletni karieri je na leto posnel okoli deset albumov, kar je več kot 1000 skladb.

## Kariera
Rodil se je 21. maja 1947 v Zadru. Prve glasbene korake je s klavirjem napravil v glasbeni šoli, kamor ga je, zaradi kazanja glasbenega interesa, vpisala mama. Po končani gimnaziji in srednji glasbeni šoli, se je odpravil v Zagreb, kjer je začel študirati matematiko. Kmalu je pa je prenehal s študijem in se posvetil rock glasbi. Na fakulteti je spoznal Nikola Sarapo, ki je v tistem času igral solo kitaro v takrat popularni skupini Zlatni akordi, pri kateri so sodelovala številna znana imena hrvaške zabavne glasbe: Josipa Lisac, Zlatko Miksić, Frano Parać, Željko Kovačević, Zlatko Pejaković, Srećko Antonioni, Brane Živković, Ivan Piko Stančić, Rajko Dujmić, ... Božić je takrat odkril skupino "Mladost", v kateri je pričel igrati in se je kasneje na njegovo iniciativo preimenovala v skupino "Grešnici". Božić je o tem obdobju dejal: " To je bila odlična šola, ker smo igrali takratne plesne standarde, ki so se spogledovali tako z rock’n’rollom, kot z jazzom in soulom. To je bila res dobra izkušnja. Zaradi moje glasbene izobrazbe sem igranje kitare hitro obvladal. Ko so me povabili v skupino, sem bil malce v zadregi, ker še nikoli nisem igral prej. Malo mi je bilo nelagodno, a sem se hitro znašel."

### Roboti
Ena izmed najpopularnejših glasbenih skupin tistega časa so bili Roboti, katerih skladba "Mramor, kamen i željezo" je bila ena izmed največjih rock hitov 60. let dvajsetega stoletja v nekdanji Jugoslaviji. Po vrnitvi z italijanske turneje so člani skupine slišali, da v skupini Mladost igra perspektiven kitarist. "V tistem času sem preigraval Hendrixa, najbolj skladbo 'Hey Joe', kar je bilo publiki všeč. Nekega dne pa so na našo vajo prišli Roboti in me povabili k sebi. Povabilo sem težko sprejel, ker sem dobesedno živel s skupino Grešnici. Pri njih sem stanoval, zato se mi je to zdelo kot razvez zakona. Kasneje sem pomislil, da bi to moral storiti, ker so Roboti takrat precej igrali v tujini. Stisnil sem srce in odšel z njimi. V Italiji smo nastopili na festivalu, na katerem smo spoznali skupine Ten Years After, Julie Driscoll Band, Grateful Dead, ... Vse kar sem želel, da bi z Roboti doživel, sem doživel. Ko smo po koncu te turneje odšli v Nemčijo je pričela skupina razpadati, ker je menedžer, ki nas je pripeljal tja, bankrotiral in nismo več imeli njegove podpore in smo se mogli znajti sami. Nekateri so takrat zaradi družin odšli, ostali pa smo štirje. Obdobje Robotov se je končalo potem, ko smo kot trio igrali po ameriških vojaških klubih po Nemčiji", se je spominjal Božić. Člani skupine, ki so ostali (Božić, Viktor Hromin in Rajmond Ruić), so se preimenovali v "The Wheels of Fire", po naslovu takrat aktualnega albuma skupine Cream.

### Srečanje z Jimijem Hendrixom
Leta 1969 je skupina The Wheels of Fire gostovala v nekem klubu, v Frankfurtu, Hendrix pa je v tistem času imel koncerte v Nemčiji v okviru svoje evropske turneje. Po koncertu, ko je imel nekaj dni odmora, se je Hendrix srečal s prijateljico, ki je poznala Božića in Wheels of Fire ter je stanovala v istem nadstropju hotela kot Wheels of Fire. Prek nje se je skupina spoznala s Hendrixom. V tistem času je skupina igrala v klubu, kjer so se običajno zbirali glasbeniki. Ko je Hendrix prišel v klub ga je publika prepoznala in zahtevala nastop. "To je bilo naključje, da je Hendrix prišel v naš klub. Vsi glasbeniki so po nastopu šli k njemu, on pa je občudoval mojo kitaro Gibson ES-335, ker je bila dvakrat dražja od njegove." je o nastopu povedal Božić. Poleg Wheels of Fire je v tistem času v klubu igrala še neka druga skupina. Hendrix si je nato izposodil kitaro od kitarista te skupine. "To je bila kitara Fender Telecaster, Hendrix jo je vzel in zamenjal strune, nato pa smo skupaj z njim zaigrali set njegovih skladb. Na koncu so zaigrali še en blues. Publika je ves čas uživala, mi pa smo se v tem času počutili kot v sedmih nebesih", se je nastopa spominjal Božić. "V teh dneh druženja nam je stalno govoril o svobodi. O svobodi mišljenja, gibanja, ustvarjanja. Prigovarjal nam je da se preimenujemo v "Band of Gypsys".

### Vrnitev v Zagreb
Po vrnitvi iz Nemčije v Zagreb se je Božić družil z glasbeniki iz skupine Dinamiti, v kateri sta sodelovala tudi Dado Topić in Ratko Divjak. Navdušeni nad lastnim muziciranjem so Božić, Topić in Divjak v zasedbo povabili še basista Dinamitov, Berta Krasnića in Branimirja Živkovića. Po številnih poskusih se je tako oblikovala skupine Time. "Dado je bil nekoliko omejen v Korni grupi, ker je bilo vse v rokah Kornelija Kovača, Dado pa je imel svoje želje, ki jih ni mogel realizirati, zato je iskal skupino, kjer bi lahko te načrte uresničil. Na koncu se je pojavil Vladimir Mihaljek, naš menedžer, ki je bil v tem času prvi pravi menedžer v Jugoslaviji. Imel je vse potrebne veze za ta posel. V tem času je bilo skoraj nemogoče kaj posneti, on pa je vse odlično povezal in nam omogočil odlične pogoje za delo. Pridružil se nam je tudi Tihomir Pop Asanović s svojimi orglami Hammond. Nihče do takrat ni igral Hammondov tako kot on. Začeli smo kot Time", se je spominjal Božić. Skupina je nato posnela tri studijske albume. Albuma Time in Time II sta bila v knjigi YU 100: najbolji albumi jugoslovenske rok i pop muzike uvrščena na 3. in 52. mesto. Skupina je leta 1977 razpadla.
V tem obdobju je Božić posnel tudi album Josipe Lisac, Dnevnik jedne ljubavi, ki je izšel leta 1973. Album je bil v knjigi YU 100: najbolji albumi jugoslovenske rok i pop muzike uvrščen na 9. mesto in velja za enega od najboljših konceptualnih albumov zabavne glasbe v nekdanji Jugoslaviji.
Leta 1980 je Božić za nekaj časa nadomestil Rastka Miloševa Rasa, ki je igral v skupini Parni valjak in je moral na služenje vojaškega roka. Božić je želel še naprej ostati v skupini, vendar Hus ni bil za to.
V zadnjem času igra s skupino Telephone Blues Band, s katero igra različne zvrsti glasbe od soula do rock 'n' rolla in bluesa.
Leta 2013 je s skupino Rock Masters, ki jo poleg njega še sestavljata basist Tomas Krkač in bobnar Slavko Pintarić Pišta, na koncertu v Vintage Industrial baru posnel album Planet Hendrix, ki je izšel leta 2016.

## Zasebno življenje
Božić živi v Zagrebu skupaj s svojo soprogo, s katero je v zvezi že od konca 60. let. Z njo ima sina, ki se ukvarja z ekonomijo, ima pa tudi dva vnuka.

## Kitare
Prvo kitaro znamke Teisco mu je v Anconi kupila teta. Nato je kupil kitaro znamke Höfner. Sledilo je obdobje igranja na kitare znamke Gibson. Prva kitara znamke Gibson je bila Gibson ES-335, ki jo je za njim igral Josip Boček, danes pa se je za njo izgubila sled. V času, ko je igral pri Robotih, je igral na kitaro Gibson Les Paul Goldtop, ki jo je nato dal Dragi Jeliću, v zameno je dobil kitaro Gibson SG, ki je končala pri Marijanu Brkiću, kitaristu skupin Prljavo kazalište in Parni valjak. Zatem je Božić v Londonu kupil kitaro Gibson Les Paul Standard, ki jo hrani še danes. "V tistem času je bilo tako, da si kitaro, ki si jo imel, prodal in kupil drugo", je o kupovanju kitar dejal Božić. Po obdobju Gibsonovih modelov, je Božić začel s preizkušanjem Stratocasterjev. Uporabljal je tudi kitaro Fender Telecaster.

## Nagrade in priznanja
Leta 2000 je prejel nagrado Status za najboljšega kitarista, leta 2001 pa novinarsko nagrado Stari mačak za življenjsko delo. Leta 2004 mu je Mega Muzika podelila nagrado za največji vpliv na električne kitariste v rock glasbi. Kot član skupine Time je leta 2012 prejel nagrado Porin za življenjsko delo, leta 2015 pa je prejel tudi nagrado Status za petdeset let delovanja.

## Izbrana diskografija
- Josipa Lisac: Dnevnik jedne ljubavi (1973)
- Jugoslovenska pop selekcija: Slatka Lola (1975)
- Različni: Kongres rock majstora (1975)
- Zdravko Čolić: Ti i ja (1975)
- Mile Rupčić: Ploča (1976)
- Meri Cetinić: Meri (1979)
- Arsen Dedić: Rimska ploča (1979)
- Gabi Novak: Gabi Novak (1982)
- Oliver Dragojević: Za sva vrimena (1986)
- Tereza Kesovija: Molim te, ostani (1986)
- Kaliopi: Rodjeni (1988)
- Oliver Dragojević: Teško mi je putovati (1992)

Rock Masters
- Planet Hendrix (2016)

Time
- Time (1972)
- Život u čizmama s visokom petom (1976)